# Anagyrus aranzadii
Anagyrus aranzadii är en stekelart som först beskrevs av Mercet 1921.  Anagyrus aranzadii ingår i släktet Anagyrus och familjen sköldlussteklar. Inga underarter finns listade i Catalogue of Life.